# Flugplatz Borkenberge

i7
i11
i13
Der Verkehrslandeplatz Borkenberge (ICAO-Code: EDLB) liegt auf dem Gebiet der Stadt Lüdinghausen, Kreis Coesfeld, Nordrhein-Westfalen, im Städtedreieck Lüdinghausen, Dülmen und Haltern am Nordrand der Borkenberge.

## Verkehr

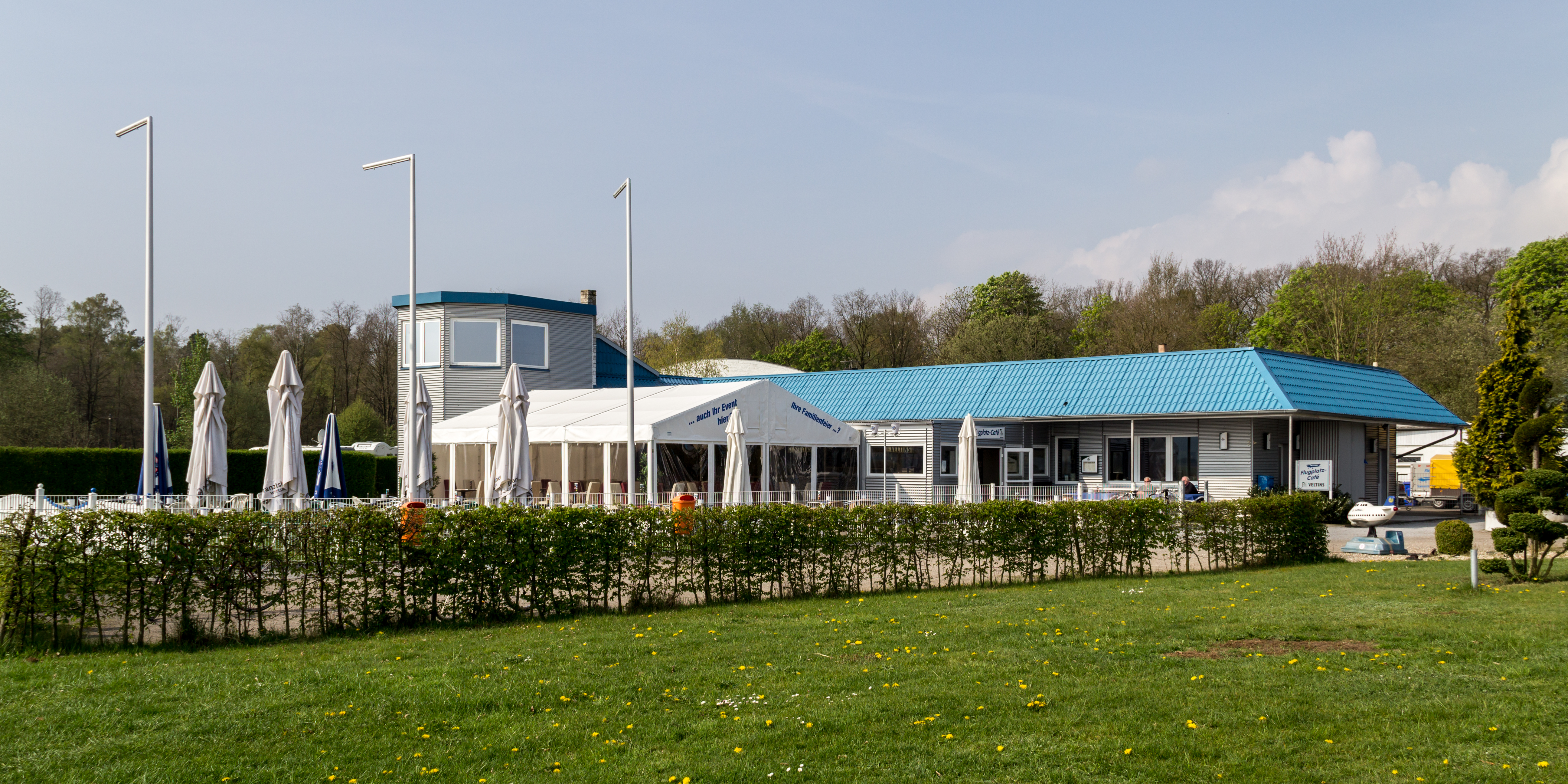
Flugplatzcafé Borkenberge

Auf dem Verkehrslandeplatz Borkenberge verkehren Luftfahrzeuge bis 5700 kg, Segelflugzeuge, Luftsportgeräte und Hubschrauber. Als Anflughilfen stehen ein QDM-Peiler und ein Flugplatz-Leuchtfeuer zur Verfügung.
Der Flugplatz ist während der Sommerzeit von 10:00 Uhr bis 20:00 Uhr, an Wochenenden und Feiertagen von 09:00 Uhr bis 20:00 Uhr geöffnet. In der Winterzeit ist der Flugplatz von 10:00 bis ECET (End of civil evening twilight) geöffnet. Starts und Landungen außerhalb der Öffnungszeiten sind nach vorheriger Absprache möglich.

## Beschreibung
Der Verkehrslandeplatz Borkenberge wird durch die 1931 gegründete und 1951 wiedergegründete Borkenberge-Gesellschaft e. V. Interessengemeinschaft luftsporttreibender Vereine im Deutschen Aero-Club e. V. betrieben. Die sogenannte BBG e. V. setzt sich aus neun am Platz beheimateten Vereinen zusammen, die durch einen gemeinsam gewählten, ehrenamtlichen Vorstand verwaltet und nach außen vertreten werden. Die circa 400 Vereinsmitglieder bewegen über 130 Flugzeuge und Luftsportgeräte.
Borkenberge wurde vom Deutschen Aero-Club e. V., Landesverband NRW, zum Landesleistungsstützpunkt Segelflug ernannt.
Der Zuschauerbereich auf dem Flugplatz bietet Besuchern die Möglichkeit, Starts und Landungen der Flugzeuge zu verfolgen und die Vereinsheime und Flugschule zu erreichen. Es wird dort auch eine Gastronomie betrieben, von der man sehr gut auf den Flugplatz schauen kann.
Neben dem Flugplatz liegt der Goldsee.

## Geschichte
Der Flugplatz wurde 1927 eröffnet.
Adolf Galland, einer der bekanntesten deutschen Luftwaffenoffiziere und Jagdflieger im Zweiten Weltkrieg, machte 1928 seine ersten fliegerischen Erfahrungen auf dem Flugplatz Borkenberge.
1930 fand der 2. Westdeutsche Segelflugwettbewerb in den Borkenbergen statt.
In der Zeit des Nationalsozialismus richtete der Nationalsozialistisches Fliegerkorps hier eine Reichssegelflugschule ein.
Der 67 Meter hohe Waustberg lag in der Mitte des Flugplatzes. Von ihm fanden auch Starts statt. Er wurde in den 1970er Jahren abgetragen, weil er den Flugbetrieb störte.
Am 13. April 1980 verunglückte eine Pützer Elster C (Luftfahrzeugkennzeichen D-EDWE) beim Start am Flugplatz Borkenberge. Der Pilot kam ums Leben; die Maschine wurde zerstört.
Von 2007 bis 2012 fand das alljährliche Rockfestival Area4 auf dem Verkehrslandeplatz Borkenberge statt. Die Besucherzahlen lagen zwischen 10.000 und 23.000.
In den letzten Jahren wurde der Flugplatz in zwei Schritten ausgebaut. Es fing mit der Erweiterung der Segelflug-Windenschleppstrecke und der Segelfluglandebahn an, die Windenschleppstrecke wurde von ca. 950 m auf ca. 1100 m verlängert. Der zweite Schritt war die Erweiterung der Flugzeugschleppstrecke und die Verlängerung der Hauptbahn von 671 m auf 875 m.

## Ansässige Vereine
- Flugsportverein Bochum e. V.
- Luftsportclub Borkenberge e. V.
- Luftsportclub Castrop Rauxel e. V.
- Flugsportgemeinschaft Datteln Bork e. V.
- LSV Dr. Hermann Köhl e. V.
- Luftsportclub Gelsenkirchen u. Buer e. V.
- Luftsportclub Marl e. V.
- Luftsportclub Recklinghausen e. V.
- Luftsportverein Herne-Wanne-Eickel e. V.

## Sonstiges
Der Flugplatz gehört politisch und postalisch zu Lüdinghausen, ist geografisch Haltern am See am nächsten und telefonisch Dülmen zugeordnet.